# جکی هیانگ
جکی هیانگ (انگلیسی: Jacky Heung Cho؛ زادهٔ ۲۰ ژوئیهٔ ۱۹۸۴) بازیگر، تهیه‌کننده فیلم، مجری تلویزیون و مدل هنگ کنگی است.
از فیلم‌ها یا مجموعه‌های تلویزیونی که وی در آن‌ها نقش داشته‌است، می‌توان به بی‌باک، اربابان جنگ، فشار، گنگ شو دائو و لیگ خدایان اشاره نمود.